# Mohammed Al-Kathiri
Mohammed Amar Al-Kathiri (arabe : محمد عامر الكثيري), né le 7 décembre 1978 à Salalah, est un footballeur omanais.

## Biographie
En tant qu'attaquant, Mohammed Al-Kathiri fut international omanais des moins de 17 ans et international omanais. Il participa à la Coupe du monde de football des moins de 17 ans 1995, où l'Oman termina quatrième du tournoi, et il termina meilleur buteur du tournoi avec cinq buts en compagnie de l'australien Daniel Allsopp. Il fut récompensé du titre de meilleur joueur de cette coupe du monde et pour sa performance reçut le trophée de meilleur jeune footballeur asiatique de l'année 1995.
Il joua dans le club d'Al-Nasr Salalah et à Mirbat.

## Clubs
- Al-Nasr Salalah
- Mirbat